# Paraglenurus pinnulus
Paraglenurus pinnulus is een insect uit de familie van de mierenleeuwen (Myrmeleontidae), die tot de orde netvleugeligen (Neuroptera) behoort. 
Paraglenurus pinnulus is voor het eerst wetenschappelijk beschreven door Auber in 1955.